# Gunnar Asther
Gunnar Anton Edvard Asther (ur. 4 marca 1892 w Malmö, zm. 28 lutego 1974 tamże) – szwedzki żeglarz, olimpijczyk, zdobywca brązowego medalu w regatach na Letnich Igrzyskach Olimpijskich 1932 w Los Angeles.
Na Letnich Igrzyskach Olimpijskich 1932 zdobył brąz w żeglarskiej klasie Star. Załogę jachtu Swedish Star tworzył z nim Daniel Sundén-Cullberg.